# Ульміц
Ульміц (нім. Ulmiz) — громада  в Швейцарії в кантоні Фрібур, округ Зее.

## Географія
Громада розташована на відстані близько 19 км на захід від Берна, 16 км на північ від Фрібура.
Ульміц має площу 2,8 км², з яких на 6,6% дозволяється будівництво (житлове та будівництво доріг), 67,2% використовуються в сільськогосподарських цілях, 26,1% зайнято лісами, 0% не є продуктивними (річки, льодовики або гори).

## Демографія
2019 року в громаді мешкало 449 осіб (+6,9% порівняно з 2010 роком), іноземців було 4,2%. Густота населення становила 158 осіб/км².
За віковим діапазоном населення розподілялося таким чином: 20,5% — особи молодші 20 років, 63,9% — особи у віці 20—64 років, 15,6% — особи у віці 65 років та старші. Було 186 помешкань (у середньому 2,4 особи в помешканні).